# Discografia de The xx
A seguir apresenta-se a discografia de The XX, uma banda britânica de música indie pop. Ela consiste em dois álbuns de estúdio, cinco extended plays (EP), seis vídeos musicais e oito singles. Formada originalmente por Romy Madley Croft (vocais e guitarra) Oliver Sim (vocais e baixo), Jamie Smith (beats e produção) e Baria Qureshi (teclado), em 2005.  Os membros originais reuniram-se na Elliott School, escola do sul de Londres notável por seus ex-alunos, incluindo músicos como Hot Chip, Burial e Four Tet.

## Álbuns

### Álbuns de estúdio
| xx                                                                                          | - Lançamento: 17 de agosto de 2009 - Gravadora: Young Turks - Formatos: CD, LP, download digital  | 3 | 40 | 9 | 41 | 35 | 54 | 14 | 13 | 43 | 92 | - BPI: platina |
| Coexist                                                                                     | - Lançamento: 5 de setembro de 2012 - Gravadora: Young Turks - Formatos: CD, LP, download digital | 1 | 2  | 1 | 3  | 2  | 3  | 3  | 1  | 1  | 5  | - BPI: ouro    |
| "—" denota lançamentos que não entraram nas tabelas ou não foram lançados nesse território. |                                                                                                   |   |    |   |    |    |    |    |    |    |    |                |

### Extended plays
| Título                   | Detalhes do álbum                                                                              |
| ------------------------ | ---------------------------------------------------------------------------------------------- |
| Basic Space (Remixes)    | - Lançamento: 7 de setembro de 2009 - Gravadora: Young Turks - Formatos: 12", download digital |
| Islands (Remixes)        | - Lançamento: 8 de fevereiro de 2010 - Gravadora: Young Turks - Formatos: 12"                  |
| Tour Only EP             | - Lançamento: 2010 - Gravadora: Young Turks - Formatos: 7"                                     |
| Crystalised - Remixed EP | - Lançamento: 11 de outubro de 2010 - Gravadora: Young Turks - Formatos: Download digital      |
| Shelter / Night Time     | - Lançamento: 7 de março de 2011 - Gravadora: Young Turks - Formatos: 12"                      |

## Singles

### Como artista principal
| "Crystalised"                                                                               | 2009 | 108 | 14 | —  | —  | —  | —   | —  | —   | 37 | —  | xx                                             |
| "Basic Space"                                                                               | 2009 | —   | —  | —  | —  | —  | —   | —  | —   | —  | —  | xx                                             |
| "Islands"                                                                                   | 2009 | 34  | 3  | —  | 16 | —  | 90  | —  | —   | —  | —  | xx                                             |
| "VCR"                                                                                       | 2010 | 132 | 15 | —  | —  | —  | —   | —  | —   | —  | —  | xx                                             |
| "Angels"[A]                                                                                 | 2012 | 43  | 2  | 46 | 29 | 93 | 102 | 70 | 103 | —  | 33 | Coexist                                        |
| "Chained"                                                                                   | 2012 | —   | —  | —  | 47 | 85 | —   | —  | —   | —  | —  | Coexist                                        |
| "Reunion"                                                                                   | 2012 | —   | —  | —  | 80 | —  | —   | —  | —   | —  | —  | Coexist                                        |
| "Sunset"[B]                                                                                 | 2013 | —   | —  | —  | —  | —  | 75  | —  | 119 | —  | —  | Coexist                                        |
| "Fiction" / "Together"                                                                      | 2013 | —   | —  | —  | —  | —  | —   | —  | —   | —  | —  | Coexist / The Great Gatsby Original Soundtrack |
| "—" denota lançamentos que não entraram nas tabelas ou não foram lançados nesse território. |      |     |    |    |    |    |     |    |     |    |    |                                                |

### Outras aparições
| Título  | Ano  | Pico da parada musical | Pico da parada musical | Pico da parada musical | Pico da parada musical | Álbum |
| Título  | Ano  | UK                     | UK Indie               | FRA                    | IRL                    | Álbum |
| ------- | ---- | ---------------------- | ---------------------- | ---------------------- | ---------------------- | ----- |
| "Intro" | 2010 | 129                    | 34                     | 96                     | 62                     | xx    |

## Aparições em álbuns
| Ano  | Artista                  | Canção                | Título                        |
| ---- | ------------------------ | --------------------- | ----------------------------- |
| 2009 | Florence and the Machine | "You've Got the Love" | Jamie xx Re-work feat. The xx |
| 2009 | Magic Wands              | "Warrior"             | The xx Remix                  |
| 2010 | Y△CHT                    | "The Afterlife"       | The xx Remix                  |

## Videografia

### Vídeos musicais
| Título        | Ano  | Diretor(es)                 |
| ------------- | ---- | --------------------------- |
| "Crystalised" | 2009 | Alex Flick e Masato Riesser |
| "Basic Space" | 2009 | Anthony Dickenson           |
| "Islands"     | 2009 | Saam Farahmand              |
| "VCR"         | 2010 | Marcus Söderlund            |
| "Chained"     | 2012 | Young Replicant             |
| "Fiction"     | 2013 | Young Replicant             |